# Балтазаровский сельский совет (Чаплинский район)
Балтазаровский сельский совет (укр. Балтазарівська сільська рада) — упразднённая административная единица в составе
Чаплинского района
Херсонской области
Украины.
Административный центр сельского совета находился в 
с. Балтазаровка
.

## История
- 1839 — дата образования.

## Населённые пункты совета
- с. Балтазаровка
- с. Морозовка
- с. Рачевка